# Klub Piłki Siatkowej Chemik Police 2021-2022
Questa voce raccoglie le informazioni riguardanti il Klub Piłki Siatkowej Chemik Police nelle competizioni ufficiali della stagione 2021-2022.

## Organigramma societario
Area direttiva
- Presidente: Paweł Frankowski
- Direttore sportivo: Radosław Anioł

Area tecnica
- Allenatore: Jacek Nawrocki (fino al 28 febbraio 2022), Marek Mierzwiński (dal 28 febbraio 2022)
- Allenatore in seconda: Marek Mierzwiński (fino al 28 febbraio 2022), Radosław Wodziński (dal 28 febbraio 2022)
- Scout man: Kacper Duda

Area sanitaria
- Preparatore atletico: Łukasz Filipecki

## Rosa
| N° | Nome                  | Ruolo | Data di nascita  | Nazionalità sportiva |
| -- | --------------------- | ----- | ---------------- | -------------------- |
| 1  | Maria Stenzel         | L     | 25 novembre 1998 | Polonia              |
| 2  | Danielle Barton       | S     | 2 febbraio 1999  | Stati Uniti          |
| 3  | Naiane Rios           | P     | 29 novembre 1994 | Brasile              |
| 4  | Marlena Pleśnierowicz | P     | 9 gennaio 1992   | Polonia              |
| 5  | Agnieszka Kąkolewska  | C     | 17 ottobre 1994  | Polonia              |
| 6  | Jovana Brakočević     | O     | 5 marzo 1988     | Italia               |
| 9  | Iga Chojnacka         | C     | 21 aprile 1994   | Polonia              |
| 10 | Katarzyna Połeć       | C     | 13 febbraio 1989 | Polonia              |
| 11 | Martyna Łukasik       | S     | 26 novembre 1999 | Polonia              |
| 12 | Aleksandra Lipska     | S     | 25 febbraio 1998 | Polonia              |
| 15 | Martyna Czyrniańska   | S     | 13 ottobre 2003  | Polonia              |
| 16 | Aleksandra Żurawska   | L     | 6 giugno 1998    | Polonia              |
| 19 | Bojana Milenković     | S     | 6 marzo 1997     | Serbia               |
| 21 | Marta Ziółkowska      | C     | 2 novembre 1995  | Polonia              |